# Petr Mašek (horolezec)
Petr Mašek (Miska * 13. března 1970 v Mladé Boleslavi) je český horolezec. Od roku 2003 do roku 2012 zdolal tři osmitisícovky.

## Biografie
Nejdříve hrál lední hokej a poté ve věku 16 let přešel k horolezectví. Začínal na skalách, postupně se ale přeorientoval na lezení ve vysokých horách. V roce 2001 absolvoval svou první expedici na osmitisícovku, když se stal součástí týmu Zdeňka Hrubého a Radka Jaroše, který se snažil o vylezení druhé nejvyšší hory světa K2. Vrchol dosažen nebyl, Mašek však vystoupil až do výšky 8000 metrů. Z Maška, Jaroše a Hrubého se stali stálí spolulezci. Třetím častým Maškovým partnerem byl Martin Minařík. Roku 2003 se Mašek, Jaroš, Hrubý a Minařík vydali znovu na K2, opět neúspěšně, připsali si však výstup na 8048 metrů vysoký Broad Peak. O rok později zdolal tento tým ve stejném složení alpským stylem vrchol Šiša Pangmy. Za tento počin byli oceněni výstupem roku ČHS. V létě roku 2005 se musel otáčet 200 metrů pod vrcholem Nanga Parbatu.
Další úspěch přišel až o pět let později. Mašek a Jaroš se vydali na expedici tentokrát s novým spolulezcem, druhým Čechem na K2 Liborem Uhrem. Jejich cílem byly vrcholy Gašerbrum I a Gašerbrum II. Jaroš a Uher úspěšně vystoupili na oba tyto vrcholy, Petr Mašek na Gašerbrum II. V dubnu a květnu 2012 podnikl s Liborem Uhrem další expedici, jejímž cílem byla sedmá nejvyšší hora světa Dhaulágirí. Všechny výstupy podniká Mašek bez použití umělého kyslíku.

## Úspěšné výstupy na osmitisícovky
- 2003 Broad Peak (8 047 m n. m.)
- 2004 Šiša Pangma (8 013 m n. m.)
- 2010 Gašerbrum II (8 035 m n. m.)[2]

### Neúspěšné expedice
- 2001 K2, dosažená výška 8 000 m n. m.
- 2003 K2
- 2005 Nanga Parbat, dosažená výška 7 925 m n. m. (200 m pod vrcholem)
- 2012 Dhaulágirí
- 2016 Čo Oju, vedoucím expedice s nevidomým Janem Říhou byl Jan Trávníček, dosažená výška 7 500 m n. m.[3]

## Další úspěšné výstupy
- 2004 Chan Tengri (7 010 m n. m.)
- 2016 Denali (6 190 m n. m.)[4]